# Krščanska geštaltpedagogika
Krščanska geštaltpedagogika uporablja za svojo vzgojno osnovo Sv. pismo in njegove zgodbe (Gerjolj 2006). 
Preko sodobne interpretacije zgodb, vživljanja v osebe (npr. Mojzes) in njihove odnose/usode,  deluje brezčasno in razbija tradicionalno (dogmatsko) razumevanje Sv. pisma. 
Usode in odnosi 'junakov' iz Sv. pisma, postavljeni v današnji čas niso izgubili na aktualnosti, še več, lahko nam pomagajo razreševati današnje, 'moderne' odnose. 
Temeljni deli integrativne geštaltpedagogike v slovenskem jeziku sta: zbornik Geštalt pedagogika nekoč in danes (Gerjolj, Stanonik, in Kastelec 2011) in knjiga Živeti, delati, ljubiti (Gerjolj 2006).
Krščanska geštaltpedagogika poudarja razvoj religioznih kompetenc, kar je razvidno tudi iz kurikuluma (Hufnagel 2011a, 18–28).
Leta 2005 je bila Integrativna Geštalt pedagogika po A. Höferju v Evropski skupnosti potrjena in zaščitena kot lastna znamka.
DKGP je solastnik licence: EU-patent 003751757.